# Dean Devlin
Dean Devlin (* 27. srpna 1962 New York) je americký scenárista, producent, televizní ředitel a bývalý herec. Je zakladatelem produkční společnosti Electric Entertainment.

## Osobní život
Narodil se v New Yorku jako syn herečky Pilar Seurat a Dona Devlina, spisovatele, herce a producenta. Je ženatý s herečkou Lisou Brennerovou. Má dvě dcery.